# Le Sixième Continent (film, 1974)
Pour les articles homonymes, voir Sixième continent.
Série
Le Continent oublié
(1977)
Pour plus de détails, voir Fiche technique et Distribution.
Le Sixième Continent (The Land That Time Forgot) est un film américano-britannique réalisé par Kevin Connor et sorti en 1975.
L'histoire est adaptée d'un roman éponyme d'Edgar Rice Burroughs, le premier de la trilogie du Cycle de Caspak. Le scénario a été adapté par l'auteur de fantasy Michael Moorcock.

## Synopsis
Durant l'année 1916, les rescapés d'un cargo britannique coulé par un sous-marin allemand se sont rendus maîtres de ce dernier et accostent sur l'île de Caprona (island) (en). Les rescapés découvrent un monde préhistorique, peuplé de dinosaures et d'hommes primitifs (Homme de Néandertal).

## Fiche technique
- Titre original : The Land That Time Forgot
- Titre français : Le Sixième Continent, La Pays des temps oubliés (sous-titre)[1]
- Réalisation : Kevin Connor
- Scénario : James Cawthorn et Michael Moorcock, d'après le roman d'Edgar Rice Burroughs
- Direction artistique : Maurice Carter
- Décors : Bert Davey
- Costumes : Julie Harris
- Maquillage : Tom Smith
- Photographie : Alan Hume
- Montage : John Ireland
- Musique : Douglas Gamley
- Production : John Dark, Max Rosenberg, Milton Subotsky et Samuel Z. Arkoff ; Robert H. Greenberg (délégué) ; John Peverall (associé)
- Sociétés de production : Hollywood West Entertainment, Land Associates, Edgar Rice Burroughs Inc.
- Société de distribution : Lion International, Amicus Productions
- Pays d'origine :  Royaume-Uni,  États-Unis
- Format : couleur (Technicolor)  - 35 mm - 1,85:1 - son mono
- Genre : aventure, drame
- Durée : 90 minutes
- Dates de sortie :
  - Royaume-Uni : 29 novembre 1974
  - États-Unis : 13 août 1975
  - France : 14 mai 1976[1]

## Distribution
- Doug McClure : Bowen Tyler
- John McEnery : le capitaine Von Schoenvorts
- Susan Penhaligon : Lisa Clayton
- Keith Barron : Bradley
- Anthony Ainley : Dietz
- Bobby Parr : Ahm
- Declan Mulholland : Olson